# Кубок Матч Премьер
«Кубок Матч Премьер» — товарищеский футбольный турнир, спонсируемый каналом «Матч! Премьер» холдинга «Матч ТВ». Два турнира проводились в Катаре на стадионе «Академии Aspire», ещё два проводились на «Sportplatz TSV Pöllau» в Пёллау в Австрии и Москве на стадионах «Открытие Банк Арена» и «Арена Химки».
Первый розыгрыш прошёл в Катаре с 21 по 29 января 2019 года. Второй розыгрыш прошёл в Австрии с 26 июня по 4 июля 2019 года. Третий розыгрыш прошёл в Катаре с 1 по 9 февраля 2020 года, который стал международным. Четвёртый розыгрыш прошёл в России с 10 по 18 июля 2021 года. Ещё один розыгрыш должен был пройти зимой 2022 года, но был отменён в связи с отказом московского «Спартака» от участия в турнире. Пятый розыгрыш прошёл в Москве и Санкт-Петербурге с 21 июня по 7 июля 2022 года, турнир впервые проходил без участия московского «Спартака». Шестой розыгрыш прошёл в Санкт-Петербурге в 2023 году, с 1 по 15 июля на стадионах «Газпром Арена» и «Смена».
В соревнованиях участвуют команды Российской премьер-лиги, в 2020 году также участвовал белградский «Партизан», а в 2023 году — «Црвена звезда» (Белград), «Фенербахче» (Стамбул) и «Нефтчи» (Баку) и лишь одна российская команда — «Зенит». Схема соревнований предусматривала проведение однокругового турнира.

## Формат

### Турниры в 2019 и 2020 году
Четыре команды играют один круг по системе «каждый с каждым». В случае ничьей регламентом была предусмотрена серия пенальти. За победу в основное время клуб получал 3 очка, за победу по пенальти — 2, за поражение по пенальти — 1. По ходу 1-го и 2-го таймов нельзя было делать больше 5 замен. В перерыве матча количество изменений в составе было не ограничено. При распределении мест в таблице в случае равенства очков решающее значение имела разница мячей в последнюю очередь — личные встречи. В случае травмы могла быть произведена обратная замена.

### Турниры в 2021—2023 годах
Четыре команды играют один круг по системе «каждый с каждым». В случае ничьей в основной время назначается серия пенальти. В 2021 году за победу в основное время команде присуждалось 2 очка, за победу по пенальти — 1 очко, за поражение — 0, в 2022 и 2023 — 3 очка за победу в основное время, 2 очка за победу в серии пенальти, 1 очко за поражение в серии пенальти, 0 очков за поражение в основное время. По итогам турнира формируется таблица, места в которой определят победителя и призёров турнира. В случае равенства очков, места в турнирной таблице определяются по следующим критериям:
- Разница забитых и пропущенных мячей во всех матчах;
- Количество голов, забитых во всех матчах;
- Результат личных встреч.

Во время 1-го и 2-го таймов разрешено провести не более пяти замен, количество замен в перерыве не ограничено.

## Турниры

### Кубок «Матч Премьер» 2019: Катар
| Поз | Команда   | И | В | ВП | ПП | П | МЗ | МП | РМ | О |         |
| --- | --------- | - | - | -- | -- | - | -- | -- | -- | - | ------- |
| 1   | Спартак   | 3 | 3 | 0  | 0  | 0 | 9  | 1  | +8 | 9 | Золото  |
| 2   | Локомотив | 3 | 1 | 1  | 0  | 1 | 4  | 6  | −2 | 5 | Серебро |
| 3   | Зенит     | 3 | 1 | 0  | 0  | 2 | 6  | 6  | 0  | 3 | Бронза  |
| 4   | Ростов    | 3 | 0 | 0  | 1  | 2 | 2  | 8  | −6 | 1 |         |

### Кубок «Париматч» Премьер 2019: Австрия
| Поз | Команда   | И | В | ВП | ПП | П | МЗ | МП | РМ | О |         |
| --- | --------- | - | - | -- | -- | - | -- | -- | -- | - | ------- |
| 1   | Краснодар | 3 | 3 | 0  | 0  | 0 | 6  | 1  | +5 | 9 | Золото  |
| 2   | Ростов    | 3 | 2 | 0  | 0  | 1 | 4  | 4  | 0  | 6 | Серебро |
| 3   | Спартак   | 3 | 1 | 0  | 0  | 2 | 4  | 5  | −1 | 3 | Бронза  |
| 4   | ЦСКА      | 3 | 0 | 0  | 0  | 3 | 2  | 6  | −4 | 0 |         |

### Кубок «Париматч» Премьер 2020: Катар
| Поз | Команда   | И | В | ВП | ПП | П | МЗ | МП | РМ | О |         |
| --- | --------- | - | - | -- | -- | - | -- | -- | -- | - | ------- |
| 1   | Спартак   | 3 | 2 | 0  | 1  | 0 | 6  | 4  | +2 | 7 | Золото  |
| 2   | Локомотив | 3 | 0 | 2  | 1  | 0 | 5  | 5  | 0  | 5 | Серебро |
| 3   | Ростов    | 3 | 1 | 0  | 1  | 1 | 7  | 6  | +1 | 4 | Бронза  |
| 4   | Партизан  | 3 | 0 | 1  | 0  | 2 | 4  | 7  | −3 | 2 |         |

### Кубок «Париматч» Премьер 2021: Россия
| Поз | Команда | И | В | ВП | ПП | П | МЗ | МП | РМ  | О |         |
| --- | ------- | - | - | -- | -- | - | -- | -- | --- | - | ------- |
| 1   | Спартак | 3 | 3 | 0  | 0  | 0 | 13 | 1  | +12 | 6 | Золото  |
| 2   | Сочи    | 3 | 2 | 0  | 0  | 1 | 6  | 7  | −1  | 4 | Серебро |
| 3   | Рубин   | 3 | 1 | 0  | 0  | 2 | 2  | 7  | −5  | 2 | Бронза  |
| 4   | Химки   | 3 | 0 | 0  | 0  | 3 | 3  | 9  | −6  | 0 |         |

### Кубок PARI Премьер 2022: Россия
| Поз | Команда              | И | В | ВП | ПП | П | МЗ | МП | РМ | О |         |
| --- | -------------------- | - | - | -- | -- | - | -- | -- | -- | - | ------- |
| 1   | Зенит                | 3 | 1 | 2  | 0  | 0 | 5  | 2  | +3 | 7 | Золото  |
| 2   | Пари Нижний Новгород | 3 | 1 | 0  | 2  | 0 | 4  | 2  | +2 | 5 | Серебро |
| 3   | Сочи                 | 3 | 0 | 1  | 1  | 1 | 3  | 4  | −1 | 3 | Бронза  |
| 4   | ЦСКА                 | 3 | 1 | 0  | 0  | 2 | 2  | 6  | −4 | 3 |         |

### Кубок PARI Премьер 2023: Россия
| Поз | Команда       | И | В | ВП | ПП | П | МЗ | МП | РМ | О |         |
| --- | ------------- | - | - | -- | -- | - | -- | -- | -- | - | ------- |
| 1   | Црвена Звезда | 3 | 3 | 0  | 0  | 0 | 9  | 2  | +7 | 9 | Золото  |
| 2   | Зенит         | 3 | 1 | 1  | 0  | 1 | 4  | 3  | +1 | 5 | Серебро |
| 3   | Фенербахче    | 3 | 1 | 0  | 1  | 1 | 2  | 3  | −1 | 4 | Бронза  |
| 4   | Нефтчи        | 3 | 0 | 0  | 0  | 3 | 1  | 8  | −7 | 0 |         |

## Победители
| Клуб                    | Титулы | Годы побед              | Количество участий |
| ----------------------- | ------ | ----------------------- | ------------------ |
| Спартак (Москва)        | 3      | 2019 (зима), 2020, 2021 | 4                  |
| Краснодар               | 1      | 2019 (лето)             | 1                  |
| Зенит (Санкт-Петербург) | 1      | 2022                    | 2                  |
| Црвена Звезда           | 1      | 2023                    | 1                  |

### Лучшие бомбардиры за всю историю турнира
| # | Имя               | Клубы                         | Голы  |
| - | ----------------- | ----------------------------- | ----- |
| 1 | Зелимхан Бакаев   | Спартак (Москва), Зенит (СПб) | 4 (0) |
| 1 | Александр Соболев | Спартак (Москва)              | 4 (0) |
| 3 | Резиуан Мирзов    | Спартак (Москва)              | 3 (0) |

## Примечание
1. ↑  «Зенит», «Спартак», «Локомотив», «Ростов»: кто фаворит Кубка «Матч Премьер»? Дата обращения: 2 марта 2020. Архивировано 2 марта 2020 года.
2. ↑  Match Premier Cup. Дата обращения: 2 марта 2020. Архивировано 2 марта 2020 года.
3. ↑  ЦСКА, «Спартак», «Краснодар» и «Ростов» сразятся за Кубок Париматч Премьер. Дата обращения: 2 марта 2020. Архивировано 9 июля 2019 года.
4. ↑  Серия пенальти, стримы из раздевалок и призовой фонд. Выдержки из регламента ФОНБЕТ КУБКА МАТЧ ПРЕМЬЕР. Дата обращения: 2 марта 2020. Архивировано 27 мая 2019 года.
5. ↑  «Матч ТВ» представляет новый футбольный турнир ФОНБЕТ КУБОК МАТЧ ПРЕМЬЕР. Дата обращения: 2 марта 2020. Архивировано 2 марта 2020 года.
6. ↑  «ЦСКА», «Спартак», «Краснодар» и «Ростов» сразятся за Кубок Париматч Премьер. Дата обращения: 2 марта 2020. Архивировано 9 июля 2019 года.
7. ↑  Кубок Париматч Премьер станет международным и пройдет в Катаре в феврале 2020 года. Дата обращения: 2 марта 2020. Архивировано 20 декабря 2019 года.
8. ↑  «Спартак», «Рубин», «Сочи» и «Химки» сыграют в июле в Кубке Париматч Премьер. Советский спорт. Дата обращения: 18 июля 2021. Архивировано 18 июля 2021 года.
9. ↑  «Спартак» сорвал зимний Кубок «Матч-Премьер». svpressa.ru (1 декабря 2021). Дата обращения: 18 декабря 2021. Архивировано 18 декабря 2021 года.
10. ↑  Четыре команды, два города, один турнир. «Матч ТВ» представляет «Кубок PARI Премьер». matchtv (7 июня 2022). Дата обращения: 11 июня 2022. Архивировано 21 июня 2022 года.
11. ↑  Серия пенальти, стримы из раздевалок и призовой фонд. Выдержки из регламента ФОНБЕТ КУБКА МАТЧ ПРЕМЬЕР. matchtv.ru (17 января 2019). Дата обращения: 18 июля 2021. Архивировано 27 мая 2019 года.
12. ↑  Большой футбол возвращается. Здесь все, что нужно знать о Кубке Париматч Премьер. Дата обращения: 2 марта 2020. Архивировано 2 октября 2020 года.
13. 1 2  Три участника еврокубков от России, календарь, призовой фонд. Что нужно знать о Кубке Париматч Премьер. https://matchtv.ru. «Матч ТВ» (7 июля 2021). Дата обращения: 15 июля 2021. Архивировано 15 июля 2021 года.
14. ↑  В Петербурге пройдут два матча «Кубка Pari Премьер». spbvedomosti (9 июня 2022). Дата обращения: 17 июня 2022.
15. ↑  Кубок Пари Матч Премьер – что это за турнир? Как отбираются команды, какой призовой фонд, зачем нужен клубам. metaratings.ru (15 июня 2023). Дата обращения: 9 июля 2023. Архивировано 9 июля 2023 года.
16. ↑  Кубок Матч Премьер 2021: расписание матчей, календарь, результаты, турнирная таблица команд, регламент. Спорт-Экспресс. https://sport-express.ru. «Спорт-Экспресс». Дата обращения: 15 июля 2021. Архивировано 15 июля 2021 года.